# Nealsomyia lindneri
Nealsomyia lindneri là một loài ruồi trong họ Tachinidae.